# رسالة بروتوكول نقل النص الفائق 301
رسالة بروتوكول نقل النص المتشعب 301 يحتوي على رسالة «جرى النقل بصفة دائمة» تستخدم عادة لإعادة التوجيه الدائم. يجب استخدام رمز الحالة مع بداية حزمة بيانات الموقع.

## أمثلة
- أوامر من العميل (كمبيوتر)

```

GET /index.php HTTP/1.1

Host: www.example.org

```

- استجابة السيرفر

```

HTTP/1.1 301 Moved Permanently

Location: http://www.example.org/index.as

```

- وتستخدم بصفة أساسية في عمل روابط خلفية للموقع الإلكترونية للمساعدة في إشهارها